# Xã Washita, Quận Montgomery, Arkansas
Xã Washita (tiếng Anh: Washita Township) là một xã thuộc quận Montgomery, tiểu bang Arkansas, Hoa Kỳ. Năm 2010, dân số của xã này là 400 người.